# 濱口京子 (バスケットボール)
濱口 京子（はまぐち きょうこ、1990年8月4日 - ）は、高知県出身の元バスケットボール選手、指導者である。シャンソン化粧品シャンソンVマジック所属。ポジションはCF。

## 人物
聖カタリナ女子高校ではインターハイおよびウィンターカップでベスト4を経験。一方でアジアU-18選手権の日本代表に選ばれ、アジア制覇に貢献。
2009年、アイシン・エィ・ダブリュ ウィングスに入団。同年、U-19世界選手権に出場。
2020年、三菱電機コアラーズへ移籍。
2023年、シャンソンVマジックへ移籍。

## 経歴
- 聖カタリナ女高 - アイシン・エィ・ダブリュ（2009年〜2020年） - 三菱電機 - シャンソン化粧品

## 日本代表歴
- 2008U-18アジア選手権
- 2009U-19世界選手権